# Dobroslawa (um 1230)
Dobroslawa war eine pommersche Adlige aus dem regierenden Greifenhaus und durch Heirat Gräfin von Gützkow.
Die einzige sichere Überlieferung zu Dobroslawa ist die Zusammenfassung (Regest) einer heute verlorenen Urkunde, die der frühneuzeitliche Chronist und Historiker Thomas Kantzow (1505–1542) gefertigt hatte. Sie lautet: Miroslafa heft up hertoch Bugslaf dochter Dobroslafen, grafin tho Gotzkow, bede Stolp etlike gudere gegeven, anno 1226 („Miroslawa hat auf Bitten von Herzog Bogislaws Tochter Dobroslawa, Gräfin zu Gützkow, dem Kloster Stolpe etliche Güter gegeben, im Jahre 1226“).
Dem ist zu entnehmen, dass Dobroslawa im Jahre 1226 Gräfin zu Gützkow war. Die Nennung ihres Vaters Bogislaw bezieht sich wohl auf Herzog Bogislaw II. († 1220), obwohl nach dem Historiker Adolf Hofmeister stattdessen auch Herzog Bogislaw I. († 1187) gemeint sein könnte. Die handelnde Herzogin Miroslawa war die Witwe Herzog Bogislaws II.
Thomas Kantzow berichtete in seiner Chronik weiter, Dobroslawas Gemahl sei Graf Niclas von Gützkow gewesen. Der Historiker Martin Wehrmann hält diese Angabe für glaubhaft. Da über einen Grafen Niclas von Gützkow aber sonst nichts bekannt ist, wurde vielfach angenommen, ihr Gemahl sei stattdessen Wartislaw von Gützkow, der in einer Urkunde von 1218/1220 erwähnt ist, gewesen und es wurde eine Beziehung zu den späteren Grafen von Gützkow ab Jaczo von Salzwedel konstruiert. Doch sind dies aus moderner Sicht bloße, quellenmäßig nicht belegte Vermutungen. Nach Einschätzung des Historikers Adolf Hofmeister ist es überhaupt ungeklärt, wer der Gemahl Dobroslawas war.
In der früheren Forschung wurde auch eine nicht erhaltene Inschrift in der Minoritenkirche in Greifswald auf Dobroslawa bezogen. Nach heutiger Forschung bezieht sich diese Inschrift jedoch auf Graf Jaczo II. von Gützkow und dessen Gemahlin Cecislawa.
Die in der Urkunde von 1226 genannte Dobroslawa ist nicht zu verwechseln mit der wohl etwas früher lebenden Dobroslawa von Schlawe. Demgegenüber nahm im 19. Jahrhundert der Historiker Johann Ludwig Quandt irrig an, dass beide ein und dieselbe Person seien.